# Lampanyctus hubbsi
Lampanyctus hubbsi är en fiskart som beskrevs av Wisner, 1963. Lampanyctus hubbsi ingår i släktet Lampanyctus och familjen prickfiskar. Inga underarter finns listade i Catalogue of Life.